# Фомин, Нил Валерианович
Нил Валерианович Фомин (1889—1918) — российский политик начала XX века, революционер-эсер, кооперативный деятель, депутат Учредительного собрания.

## Биография
Родился в Красноуфимске Пермской губернии в семье ремесленника. Учился в Петербургском университете. Участвовал в кооперативном движении. В 1910 году арестован за транспортировку нелегальной эсеровской революционной литературы, в 1911 году сослан в Сибирь.
В 1917 эсер-центрист, уполномоченный Временного Сибирского правительства на Дальнем Востоке, в Иркутске. Член Предпарламента. Избран депутатом Учредительного собрания от Енисейского округа по списку № 3 — (эсеры). В Петрограде был одним из организаторов боевых дружин для защиты Учредительного собрания, участник заседания 5 января.
В 1918 году вошёл в состав Комуча. Был сотрудником «Сибирской кооперации», редактором «Власти народа». Уполномоченный Сибирского временного правительства. Присутствовал в сентябре 1918 года на Уфимском государственном совещании. Входил в Сибирскую областную думу от 2-го Всесибирского Кооперативного съезда как член Учредительного собрания. 
В Челябинске арестован колчаковцами, отправлен в омскую тюрьму. Освобожден из тюрьмы в ходе организованного большевиками восстания рабочих 22 декабря 1918. Вечером того же дня, выполняя требование властей, Фомин добровольно вернулся в тюрьму.

## Убийство Фомина
В ночь с 22 на 23 декабря взят из тюрьмы под расписку поручиками Череченко и Барташёвским на следующий день найден убитым на берегу Иртыша недалеко от центра города вместе с другими социалистами-депутатами Учредительного собрания (И. И. Девятовым, Д. П. Сургучёвым). Его зарубили шашкой: на теле насчитали 13 резаных ран, пять из которых были прижизненными. По первоначально распространённой версии, эти убийства были результатом «самосуда пьяных офицеров».
На похороны Фомина Колчак прислал своего представителя, осудив это убийство. Для расследования произошедшего была создана Чрезвычайная следственная комиссия во главе с сенатором А. К. Висковатым. По приказу Верховного правителя военным прокурором было начато дознание и начато следствие прокурором Омского окружного суда.
На допросах в плену у большевиков Колчак отрицал, что ему что-либо известно об убийцах членов учредительного собрания. Однако по справке прокурора омской судебной палаты из тюрьмы Фомина забрал поручик Ф. Барташевский, «основываясь на личном распоряжении верховного правителя». Барташевского при посещении им тюрьмы сопровождал некий поручик Черченко, состоявший в личном конвое Колчака. Первоначально Барташевский хотел забрать других трёх узников, но поскольку двоих уже забрали и убили при конвоировании, а третий болел тифом, то поручик лично отобрал восьмерых членов учредительного собрания, включая Фомина. Их отвели в военно-полевой суд, но он был закрыт. Тогда Барташевский присоединил к группе ещё пятерых, уже осуждённых судом, из которых только трое были осуждены на расстрел, и погнал всех раздетыми за Иртыш. Здесь Барташевский привёл «приговор» в исполнение, все 13 человек были изрублены шашками, исколоты штыками и застрелены. Согласно официальному «Акту осмотра трупа гражданина члена правления „Закупсбыта“ Нила Валериановича Фомина» ему нанесли 13 ран, в том числе ударами шашкой, из них 5 прижизненных. Тела убитых были брошены на месте казни. 
На следующий день начали волноваться родственники исчезнувших людей. Жена Н. В. Фомина через министра юстиции сумела довести информацию о случившемся до сведения самого Верховного правителя. Колчак затребовал у председателя суда личные дела, и когда из суда поступил ответ о том, что дела в суд ещё не поступали, стало ясно, что люди уже погибли. По приказу Верховного правителя военным прокурором было начато дознание и начато следствие прокурором Омского окружного суда. А. В. Колчак лично отправил записку начальнику гарнизона Бржезовскому оказать максимальную помощь Фоминой в розыске тела её мужа.
На похоронах найденного на левом берегу Иртыша в числе десяти убитых Фомина присутствовал представитель от Верховного правителя, сами похороны проходили открыто и были многолюдными.
Барташевский и некоторые другие непосредственные убийцы были привлечены к суду, но очень скоро они укрылись в отряде Анненкова.